# Fimafeng

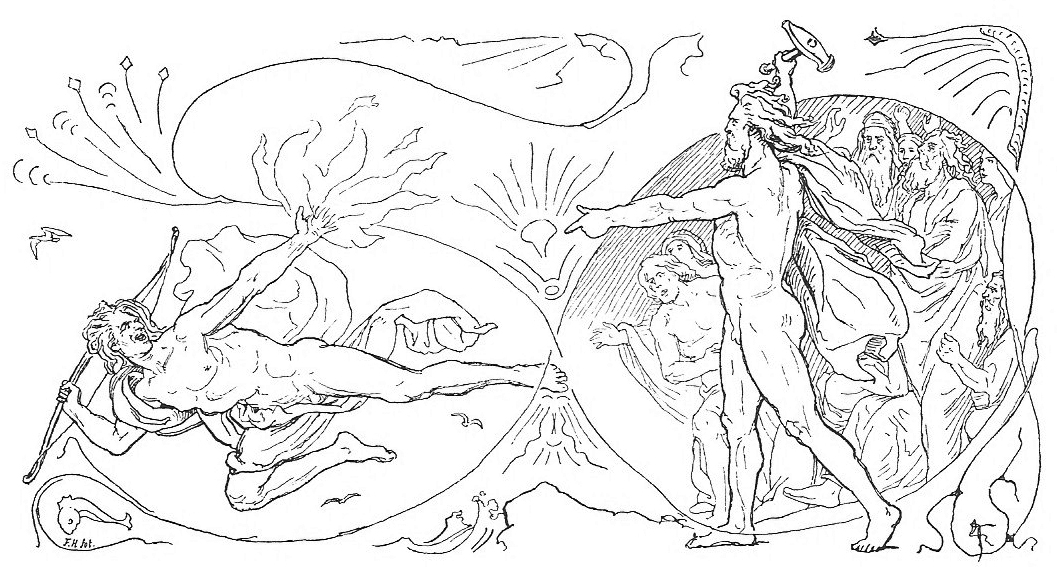
Loki chassé par les autres dieux après le meurtre de Fimafeng.

Dans la mythologie nordique, Fimafeng est, avec Eldir, l'un des 2 serviteurs d'Ægir. Son nom signifie « service rapide » ou « service pratique ». Dans le Lokasenna, Fimafeng et Eldir accueillent les Æsir invités par Ægir. Loki, jaloux des éloges et louanges offerts aux serviteurs, tue Fimafeng. Furieux, les dieux nordiques chassent Loki.